# Dell
La Dell Inc. (stilizzato DELL) è una multinazionale statunitense con sede a Round Rock, nel Texas, tra le più importanti al mondo nella produzione di personal computer e di sistemi informatici, e prende il nome dal suo fondatore, Michael Dell. L'azienda ha oltre 150.000 dipendenti nel mondo e sviluppa, vende, ripara e supporta computer e prodotti e servizi correlati.
Dell vende personal computer (PC), monitor, server, dispositivi di archiviazione dati, switch di rete, software e periferiche per computer prodotti da altri produttori. L'azienda è nota per le sue innovazioni nella gestione della catena di approvvigionamento e nel commercio elettronico, in particolare per il suo modello di vendita diretta e il suo approccio "build-to-order" o "configure to order" alla produzione, fornendo singoli PC configurati secondo le specifiche del cliente. Dell è stata un fornitore di hardware puro per gran parte della sua esistenza, ma con l'acquisizione nel 2009 di Perot Systems, è entrata nel mercato dei servizi IT.
A partire da luglio 2020, è il terzo più grande fornitore di PC al mondo dopo Lenovo e Hewlett-Packard (HP) e il più grande mittente di monitor per PC. È la sesta azienda più grande del Texas per fatturato totale secondo la rivista Fortune, seconda compagnia non petrolifera (dietro AT&T) e la più grande azienda nell'area di Greater Austin.
La società era quotata in borsa (NASDAQ: DELL), nonché un componente del NASDAQ-100 e dell'S & P 500, fino a quando, il 5 febbraio 2013, ha annunciato un leveraged buyout del fondatore Michael Dell e Silver Lake Partners con un finanziamento aggiuntivo di Microsoft. Il 30 ottobre dello stesso anno, l'azienda viene trasformata da società pubblica a privata. Il 12 ottobre 2015 viene annunciata l'acquisizione di EMC Corporation da parte di Dell per la cifra di 67 miliardi di dollari; a seguito di questa operazione il 7 settembre 2016 nasce Dell Technologies.
È stata presente sul mercato di altri prodotti informatici, quali stampanti, tablet e software. A seguito dell'acquisizione di Quest Software e altre aziende operanti nel software (KACE, Credant, AppAssure, Boomi) e sicurezza (Sonicwall) nel 2012 è stata creata una divisione denominata Dell Software con presidente John A. Swainson, poi ceduta nel 2016 ad un fondo di investimenti.

## Descrizione

### Il modello di business
La singolarità di Dell, sin dalla sua costituzione ad opera del fondatore Michael Dell, è stata quella di non proporre modelli prestabiliti, ma lasciare al cliente la più ampia libertà di personalizzazione. Di fatto i computer Dell consistono in assemblati di marca.
Dovendo assemblare gli elaboratori sulla specifica richiesta del cliente, Dell non ha mai utilizzato una rete di rivenditori, preferendo il contatto diretto con il cliente finale.
Se nei primi anni questo si realizzava tramite moduli di ordine via fax nei quali il cliente indicava il prodotto desiderato, a cui seguiva un preventivo da parte della ditta, in tempi più moderni il sito web della ditta ne è diventato il principale snodo.
La possibilità di costruire su ordine, inoltre, garantiva a Dell la possibilità di non costituire un magazzino di macchine "standard" eliminando dai bilanci una delle voci più critiche per le aziende di informatica.
Nel 2008 apre ai partner lanciando il programma di canale Dell PartnerDirect. Successivamente sigla accordi con i maggiori distributori introducendo un nuovo modello di business basato sulle scorte di magazzino ed un numero limitato di configurazioni disponibili a catalogo.

### Crescita negli anni '90 e nei primi anni 2000
In origine Dell non poneva l'accento sul mercato consumer, a causa dei costi più elevati e dei margini di profitto inaccettabilmente bassi nella vendita a privati e famiglie; la situazione è cambiata quando il sito Internet della società è decollato nel 1996 e 1997. Mentre il prezzo medio di vendita del settore ai privati stava diminuendo, quello di Dell stava aumentando, poiché gli acquirenti di computer di seconda e terza volta che desideravano computer potenti con più funzionalità e non lo facevano bisogno di molto supporto tecnico scegliendo Dell. Dell ha trovato un'opportunità tra gli esperti di PC a cui piaceva la comodità di acquistare direttamente, personalizzare il proprio PC in base alle proprie possibilità e riceverlo in pochi giorni. All'inizio del 1997, Dell ha creato un gruppo interno di vendita e marketing dedicato a servire il mercato interno e ha introdotto una linea di prodotti progettata appositamente per i singoli utenti.
Dal 1997 al 2004, Dell ha registrato una crescita costante e ha guadagnato quote di mercato dai concorrenti anche durante i periodi di crisi del settore. Durante lo stesso periodo, i fornitori di PC rivali come Compaq, Gateway, IBM, Packard Bell e AST Research hanno lottato e alla fine hanno lasciato il mercato o sono stati acquistati. Dell ha superato Compaq diventando il più grande produttore di PC nel 1999. I costi operativi rappresentavano solo il 10% dei 35 miliardi di dollari di ricavi di Dell nel 2002, rispetto al 21% dei ricavi di Hewlett-Packard, del 25% di Gateway e del 46% in Cisco. Nel 2002, quando Compaq si è fusa con Hewlett-Packard (il quarto produttore di PC), la Hewlett-Packard appena combinata ha preso il primo posto ma ha lottato e Dell ha presto riguadagnato il comando. Dell è cresciuta più rapidamente all'inizio degli anni 2000.
Secondo Consumer Reports, anno dopo anno, dalla metà alla fine degli anni '90 fino al 2001, prima del rilascio di Windows XP, Dell raggiunse e mantenne il massimo punteggio in termini di affidabilità dei PC e servizio clienti / supporto tecnico.
Nel 1996, Dell ha iniziato a vendere computer tramite il proprio sito web.
A metà degli anni '90, Dell si è espansa oltre i computer desktop e laptop vendendo server, a partire dai server di fascia bassa. I tre principali fornitori di server all'epoca erano IBM, Hewlett-Packard e Compaq, molti dei quali erano basati su tecnologia proprietaria, come i microprocessori POWER4 di IBM o varie versioni proprietarie del sistema operativo Unix. I nuovi server PowerEdge di Dell non richiedevano investimenti importanti in tecnologie proprietarie, poiché eseguivano Microsoft Windows NT su chip Intel e potevano essere costruiti a un prezzo inferiore rispetto ai concorrenti. Di conseguenza, i ricavi aziendali di Dell, quasi inesistenti nel 1994, rappresentavano il 13% dell'assunzione totale dell'azienda nel 1998. Tre anni dopo, Dell ha passato Compaq come il principale fornitore di server basati su Intel, con il 31% del mercato. La prima acquisizione di Dell è avvenuta nel 1999 con l'acquisto di ConvergeNet Technologies per $ 332 milioni, dopo che Dell non era riuscita a sviluppare internamente un sistema di storage aziendale; La tecnologia elegante ma complessa di ConvergeNet non si adattava al modello di business dei produttori di materie prime di Dell, costringendo Dell a svalutare l'intero valore dell'acquisizione.
Nel 2002, Dell ha ampliato la sua linea di prodotti includendo televisori, palmari, lettori audio digitali e stampanti. Il Presidente e CEO Michael Dell aveva ripetutamente bloccato il tentativo del Presidente e COO Kevin Rollins di ridurre la forte dipendenza dell'azienda dai PC, cosa che Rollins voleva risolvere acquisendo EMC Corporation.
Nel 2003, la società è stata rinominata semplicemente "Dell Inc.", per riconoscere l'espansione dell'azienda oltre i computer.
Nel 2004, Michael Dell si è dimesso da CEO pur mantenendo la carica di Presidente, cedendo il titolo di CEO a Kevin Rollins, che era stato Presidente e COO dal 2001. Nonostante non detenga più il titolo di CEO, Dell ha essenzialmente agito come co-CEO con Rollins.
Sotto Rollins, Dell ha acquisito Alienware, un produttore di PC di fascia alta, destinato principalmente al mercato dei giochi.

### Ubuntu sui PC Dell
Da maggio 2007 Dell distribuisce anche computer pre-installati con Ubuntu, all'epoca Ubuntu 7.04.
La scelta della distribuzione fu affidata all'utenza mediante un questionario online.
La partnership fra Dell e Canonical Ltd. ha conseguito la certificazione hardware di Ubuntu per diversi server Dell.

### Il primo Tablet PC multitocco
Nel dicembre 2007 Dell è stata la prima azienda al mondo a proporre un Tablet PC con funzionalità multitocco, il Latitude XT. Al momento attuale è, insieme ad HP, l'unica azienda a proporre PC che possono supportare ogni funzionalità del sistema operativo Microsoft Windows 7. L'attuale evoluzione è il tablet Latitude 10 con Windows 8 Pro preinstallato e basato su processore Intel.

### Delusioni
Nel 2005, mentre gli utili e le vendite hanno continuato a crescere, la crescita delle vendite è rallentata notevolmente e le azioni della società hanno perso il 25% del loro valore in quell'anno. Nel giugno 2006, le azioni venivano scambiate intorno ai 25 dollari statunitensi, ovvero il 40% in meno rispetto a luglio 2005, il massimo della società nell'era post-dotcom.
Il rallentamento della crescita delle vendite è stato attribuito alla maturazione del mercato dei PC, che costituiva il 66% delle vendite di Dell, e gli analisti hanno suggerito che Dell avesse bisogno di fare breccia in segmenti di business non PC come storage, servizi e server. Il vantaggio di prezzo di Dell era legato alla sua produzione ultra-snella per PC desktop, ma questo è diventato meno importante poiché i risparmi sono diventati più difficili da trovare all'interno della catena di fornitura dell'azienda e poiché concorrenti come Hewlett-Packard e Acer hanno realizzato le loro operazioni di produzione di PC più efficiente per abbinare Dell, indebolendo la tradizionale differenziazione dei prezzi di Dell. In tutto il settore dei PC, il calo dei prezzi insieme a un aumento proporzionale delle prestazioni significava che Dell aveva meno opportunità di upsell ai propri clienti (una strategia redditizia per incoraggiare gli acquirenti ad aggiornare il processore o la memoria). Di conseguenza, l'azienda vendeva una percentuale maggiore di PC economici rispetto a prima, il che ha eroso i margini di profitto. Il segmento dei laptop era diventato il mercato in più rapida crescita del mercato dei PC, ma Dell produceva notebook a basso costo in Cina come altri produttori di PC che eliminavano i vantaggi in termini di costi di produzione di Dell, inoltre la dipendenza di Dell dalle vendite su Internet significava che non cresceva vendite di notebook nei grandi magazzini.[3] CNET ha suggerito che Dell fosse intrappolata nella crescente mercificazione di computer a basso margine ad alto volume, che le impediva di offrire dispositivi più interessanti richiesti dai consumatori.
Nonostante i piani di espansione in altre regioni globali e segmenti di prodotto, Dell era fortemente dipendente dal mercato statunitense dei PC aziendali, poiché i PC desktop venduti a clienti sia commerciali che aziendali rappresentavano il 32% delle sue entrate, l'85% delle sue entrate proviene dalle aziende e il 64% dei suoi ricavi proviene dal Nord e Sud America, secondo i risultati del terzo trimestre 2006. Le consegne di PC desktop negli Stati Uniti stavano diminuendo e il mercato dei PC aziendali che acquistava PC in cicli di aggiornamento aveva in gran parte deciso di prendersi una pausa dall'acquisto di nuovi sistemi. L'ultimo ciclo è iniziato intorno al 2002, circa tre anni dopo che le aziende hanno iniziato ad acquistare PC in anticipo rispetto ai problemi percepiti da YDK e non ci si aspettava che i clienti aziendali effettuassero di nuovo l'aggiornamento fino a quando non testare approfonditamente Windows Vista (previsto all'inizio del 2007), con il prossimo ciclo di aggiornamento intorno al 2008. Fortemente dipendente dai PC, Dell ha dovuto tagliare i prezzi per aumentare i volumi di vendita, chiedendo al contempo tagli profondi ai fornitori.
Dell era rimasta a lungo fedele al suo modello di vendita diretta. I consumatori erano diventati i principali motori delle vendite di PC negli ultimi anni tuttavia c'è stato un calo dei consumatori che acquistavano PC tramite il Web o per Telefono, poiché un numero crescente di visitatori visitava i negozi al dettaglio di elettronica di consumo per provare prima i dispositivi. I rivali di Dell nel settore dei PC, HP, Gateway e Acer, avevano una lunga presenza al dettaglio e quindi erano ben pronti a trarre vantaggio dal cambiamento dei consumatori. La mancanza di una presenza al dettaglio ha ostacolato i tentativi di Dell di offrire elettronica di consumo come TV a schermo piatto e lettori MP3. Dell ha risposto sperimentando con chioschi di centri commerciali, oltre a negozi quasi al dettaglio in Texas e New York.
Dell aveva la reputazione di azienda che faceva affidamento sull'efficienza della catena di fornitura per vendere tecnologie consolidate a prezzi bassi, invece di essere un innovatore. Verso la metà degli anni 2000 molti analisti cercavano di innovare le aziende come prossima fonte di crescita nel settore tecnologico. La bassa spesa di Dell in ricerca e sviluppo rispetto alle sue entrate (rispetto a IBM, Hewlett Packard ed Apple), che ha funzionato bene nel mercato dei PC di largo consumo, le ha impedito di farsi strada in segmenti più redditizi, come lettori MP3 e dispositivi mobili successivi. L'aumento della spesa in ricerca e sviluppo avrebbe ridotto i margini operativi sottolineati dall'azienda. Dell aveva ottenuto buoni risultati con un'organizzazione orizzontale che si concentrava sui PC quando l'industria informatica è passata a livelli combinati orizzontali negli anni '80, ma a metà del 2000 il settore è passato a stack integrati verticalmente per fornire soluzioni IT complete [parola d'ordine] e Dell era molto indietro rispetto a concorrenti come Hewlett Packard e Oracle.
La reputazione di Dell per il servizio clienti scadente, dal 2002, che è stata esacerbata dal trasferimento dei call center offshore e dal momento che la sua crescita ha superato la sua infrastruttura di supporto tecnico, è stata oggetto di crescente attenzione sul Web. Il modello Dell originale era noto per l'elevata soddisfazione dei clienti quando i PC venivano venduti a migliaia, ma negli anni 2000 la società non poteva giustificare quel livello di servizio quando i computer della stessa linea venivano venduti a centinaia. Rollins ha risposto spostando Dick Hunter dal capo della produzione a quello del servizio clienti. Hunter, che ha notato che il DNA di Dell di riduzione dei costi "si è intromesso", mirava a ridurre i tempi di trasferimento delle chiamate e a far sì che i rappresentanti del call center risolvessero le richieste in una sola chiamata. Entro il 2006, DellConnect per rispondere più rapidamente alle richieste dei clienti. Nel luglio 2006, la società ha avviato il suo blog Direct2Dell e poi, nel febbraio 2007, Michael Dell ha lanciato IdeaStorm.com, chiedendo ai clienti consigli, compresa la vendita di computer Linux e la riduzione del "bloatware" promozionale sui PC. Queste iniziative sono riuscite a tagliare i post del blog negativi dal 49% al 22%, nonché a ridurre il "Dell Hell" prominente sui motori di ricerca Internet.
Ci sono state anche critiche sul fatto che Dell abbia utilizzato componenti difettosi per i suoi PC, in particolare gli 11,8 milioni di computer desktop OptiPlex venduti ad aziende e governi da maggio 2003 a luglio 2005, che soffrivano di condensatori difettosi. Un richiamo della batteria nell'agosto 2006, a seguito dell'incendio di un laptop Dell, ha causato molta attenzione negativa per l'azienda, anche se in seguito Sony è stata ritenuta responsabile delle batterie difettose.
Il 2006 ha segnato il primo anno in cui la crescita di Dell è stata più lenta dell'industria dei PC nel suo complesso. Nel quarto trimestre del 2006, Dell ha perso il titolo di più grande produttore di PC per rivaleggiare con Hewlett Packard, il cui Personal Systems Group è stato rinvigorito grazie a una ristrutturazione avviata dal loro CEO Mark Hurd.
Dopo che quattro rapporti sugli utili trimestrali su cinque erano inferiori alle aspettative, Rollins si è dimesso da Presidente e CEO il 31 gennaio 2007 e il fondatore Michael Dell ha assunto nuovamente il ruolo di CEO.

### Dell 2.0 e ridimensionamento
Dell ha annunciato una campagna di cambiamento denominata "Dell 2.0", riducendo il numero di dipendenti e diversificando i prodotti dell'azienda. Mentre era presidente del consiglio di amministrazione dopo aver lasciato la sua posizione di amministratore delegato, Michael Dell aveva ancora un contributo significativo nella società durante gli anni di Rollins come amministratore delegato. Con il ritorno di Michael Dell come CEO, l'azienda ha visto cambiamenti immediati nelle operazioni, l'esodo di molti vicepresidenti senior e nuovo personale assunto dall'esterno dell'azienda. Michael Dell ha annunciato una serie di iniziative e piani (parte dell'iniziativa "Dell 2.0") per migliorare le prestazioni finanziarie dell'azienda. Questi includono l'eliminazione dei bonus 2006 per i dipendenti con alcuni premi discrezionali, la riduzione del numero di manager che riportano direttamente a Michael Dell da 20 a 12 e la riduzione della "burocrazia". Jim Schneider si è ritirato da CFO ed è stato sostituito da Donald Carty, poiché la società è stata sottoposta a un'indagine SEC per le sue pratiche contabili.
Il 23 aprile 2008, Dell ha annunciato la chiusura di uno dei suoi più grandi call center canadesi a Kanata, Ontario, che ha chiuso circa 1100 dipendenti, con 500 di quei licenziamenti effettivi sul posto, e con la chiusura ufficiale del centro prevista per il estate. Il call center era stato aperto nel 2006 dopo che la città di Ottawa si era aggiudicata una gara per ospitarlo. Meno di un anno dopo, Dell ha pianificato di raddoppiare la sua forza lavoro a quasi 3.000 lavoratori aggiungendo un nuovo edificio. Questi piani sono stati invertiti, a causa di un dollaro canadese elevato che ha reso il personale di Ottawa relativamente costoso, e anche come parte del turnaround di Dell, che ha comportato lo spostamento di questi lavori di call center offshore per ridurre i costi. La società aveva anche annunciato la chiusura del suo Edmonton, ufficio di Alberta, perdendo 900 posti di lavoro. In totale, Dell ha annunciato la fine di circa 8.800 posti di lavoro nel 2007-2008, ovvero il 10% della sua forza lavoro.
Verso la fine degli anni 2000, l'approccio di produzione "configurazione su ordine" di Dell, la fornitura di PC individuali configurati secondo le specifiche del cliente dalle sue strutture statunitensi non era più efficiente o competitivo con i produttori asiatici di grandi volumi a contratto, come i PC sono diventati potenti prodotti a basso costo. Dell ha chiuso gli stabilimenti che producevano computer desktop per il mercato nordamericano, compreso il Mort Topfer Manufacturing Center ad Austin, Texas (sede originale) e il Libano, Tennessee (aperto nel 1999) nel 2008 e all'inizio del 2009, rispettivamente. L'impianto di produzione desktop di Winston-Salem, nel North Carolina, ha ricevuto $280 milioni di incentivi dallo stato e aperto nel 2005, ma ha cessato l'attività nel novembre 2010. Il contratto di Dell con lo stato richiedeva loro di rimborsare gli incentivi per il mancato rispetto delle condizioni e hanno venduto l'impianto della Carolina del Nord a Herbalife. La maggior parte del lavoro che si svolgeva negli stabilimenti statunitensi di Dell è stata trasferita a produttori a contratto in Asia e Messico, o ad alcune delle fabbriche di Dell all'estero. La struttura di Miami, Florida, della sua filiale Alienware rimane operativa, mentre Dell continua a produrre i suoi server (i suoi prodotti più redditizi) ad Austin, in Texas. L'8 gennaio 2009, Dell ha annunciato la chiusura del suo stabilimento di produzione a Limerick, in Irlanda, con la perdita di 1.900 posti di lavoro e il trasferimento della produzione al suo stabilimento di Łódź in Polonia.
Il rilascio del tablet iPad di Apple ha avuto un impatto negativo su Dell e altri importanti fornitori di PC, poiché i consumatori hanno abbandonato i PC desktop e laptop. La divisione di mobilità di Dell non ha avuto successo con lo sviluppo di smartphone o tablet, sia con Windows che con Google Android. Il Dell Streak è stato un fallimento commerciale e critico a causa del suo sistema operativo obsoleto, numerosi bug e schermo a bassa risoluzione. InfoWorld ha suggerito che Dell e altri OEM vedessero i tablet come un'opportunità a breve termine ea basso investimento con Android, un approccio che trascurava l'interfaccia utente e non è riuscito a ottenere una trazione sul mercato a lungo termine con i consumatori. Dell ha risposto spingendo i PC di fascia più alta, come la linea di notebook XPS, che non competono con i tablet iPad e Kindle Fire. La crescente popolarità di smartphone e tablet invece che di PC ha portato il segmento consumer di Dell a una perdita operativa nel terzo trimestre 2012. Nel dicembre 2012, Dell ha subito il primo calo delle vendite durante le festività in cinque anni, nonostante l'introduzione di Windows 8.
Nel settore dei PC in contrazione, Dell ha continuato a perdere quote di mercato, scendendo al di sotto di Lenovo nel 2011 per scendere al numero tre al mondo. Dell e il collega americano contemporaneo Hewlett Packard sono stati messi sotto pressione dai produttori di PC asiatici Lenovo, Asus e Acer, che avevano tutti costi di produzione inferiori e disposti ad accettare margini di profitto inferiori. Inoltre, mentre i fornitori di PC asiatici stavano migliorando la loro qualità e design, ad esempio la serie ThinkPad di Lenovo stava conquistando i clienti aziendali lontano dai laptop Dell, il servizio clienti e la reputazione di Dell stavano peggiorando. Dell è rimasto il secondo fornitore di PC più redditizio, poiché ha preso il 13% dei profitti operativi nel settore dei PC durante il quarto trimestre del 2012, dietro il Macintosh di Apple che ha preso il 45%, il 7% in Hewlett Packard, il 6% in Lenovo e Asus e l'uno per cento per Acer.
Dell ha tentato di compensare il suo business in declino dei PC, che rappresentava ancora la metà delle sue entrate e genera un flusso di cassa costante, espandendosi nel mercato aziendale con server, reti, software e servizi. Ha evitato molte delle svalutazioni di acquisizione e del fatturato del management che affliggevano il suo principale rivale Hewlett Packard. Dell è riuscita anche a trarre vantaggio dalla sua eredità di vendite dirette di alto livello per stabilire strette relazioni e progettare soluzioni [ parola d'ordine ] per i clienti. Nonostante abbia speso 13 miliardi di dollari in acquisizioni per diversificare il proprio portafoglio oltre l'hardware, l'azienda non è stata in grado di convincere il mercato che avrebbe potuto prosperare o ha compiuto la trasformazione nel mondo post-PC, poiché ha subito continui cali di entrate e prezzo delle azioni. La quota di mercato di Dell nel segmento delle imprese era in precedenza un "fossato" contro i concorrenti, ma non è più stato così in quanto le vendite e i profitti sono scesi precipitosamente.

### Acquisizione 2013
Dopo diverse settimane di voci, iniziate intorno all'11 gennaio 2013, Dell ha annunciato il 5 febbraio 2013 di aver raggiunto un accordo di buyout con leva da 24,4 miliardi di dollari, che avrebbe rimosso le sue azioni dal Nasdaq e dalla Borsa di Hong Kong e lo avrebbe reso privato. Reuters ha riferito che Michael Dell e Silver Lake Partners, aiutati da un prestito di $ 2 miliardi da Microsoft, avrebbero acquisito le azioni pubbliche a $ 13,65 ciascuna. Il buyout di 24,4 miliardi di dollari sarebbe stato il più grande buyout con leva finanziaria sostenuto da private equity dalla crisi finanziaria del 2007. È anche il più grande acquisto di tecnologia mai realizzato, superando l'acquisizione del 2006 di Freescale Semiconductor per 17,5 miliardi di dollari.
Il fondatore di Dell, Michael Dell, ha detto dell'offerta di febbraio "Credo che questa transazione aprirà un nuovo entusiasmante capitolo per Dell, i nostri clienti e i membri del team". Lenovo, rivale di Dell, ha reagito all'acquisizione, affermando che "le azioni finanziarie di alcuni dei nostri concorrenti tradizionali non cambieranno sostanzialmente le nostre prospettive".
Nel marzo 2013, il gruppo Blackstone e Carl Icahn hanno espresso interesse per l'acquisto di Dell. Nell'aprile 2013, Blackstone ha ritirato la loro offerta, citando il deterioramento degli affari. Altre società di private equity come KKR & Co. e TPG Capital hanno rifiutato di presentare offerte alternative per Dell, citando il mercato incerto dei personal computer e le pressioni competitive, quindi la "guerra di offerte aperte" non si è mai materializzata. Gli analisti hanno affermato che la sfida più grande che Silver Lake deve affrontare sarebbe trovare una "strategia di uscita" per trarre profitto dal suo investimento, che sarebbe quando la società terrà un'IPO per diventare di nuovo pubblica, e uno ha avvertito "Ma anche se puoi ottenere un valore aziendale di 25 miliardi di dollari per Dell, ci vorranno anni per uscirne."
Nel maggio 2013, Dell si è unito al suo consiglio per votare la sua offerta. L'agosto successivo raggiunse un accordo con il comitato speciale del consiglio per $ 13,88 (un prezzo aumentato di $ 13,75 più un dividendo speciale di 13 centesimi per azione), nonché una modifica alle regole di voto. L'offerta in contanti di $ 13,88 (più un dividendo di $ 0,08 per azione per il terzo trimestre fiscale) è stata accettata il 12 settembre e si è conclusa il 30 ottobre 2013, ponendo fine alla corsa di Dell di 25 anni come società quotata in borsa.
Dopo l'acquisizione, la nuova Dell privata ha offerto un programma di separazione volontaria che prevedeva di ridurre la propria forza lavoro fino al sette percento. L'accoglienza del programma ha così superato le aspettative che Dell potrebbe essere costretta ad assumere nuovo personale per compensare le perdite.
Il 19 novembre 2015, Dell, insieme a ARM Holdings, Cisco, Intel, Microsoft e Princeton University, ha fondato l'OpenFog Consortium, per promuovere interessi e sviluppo nel fog computing.
Nel luglio 2018, Dell ha annunciato l'intenzione di diventare di nuovo una società quotata in borsa pagando $ 21,7 miliardi in contanti e in azioni per riacquistare azioni dalla sua partecipazione in VMware.
Nel novembre 2018, Carl Icahn (proprietario del 9,3% di Dell) ha citato in giudizio la società per i piani di quotazione in borsa.

## Acquisizioni
Ulteriori informazioni: elenco delle attività di proprietà di Dell
| Azienda acquisita    | Data di acquisizione | Note aziendali | Riferimenti |
| -------------------- | -------------------- | --- | ----------- |
| Alienware            | 2006                 | Produttore di PC di fascia alta popolare tra i giocatori |             |
| EqualLogic           | 28 gennaio 2008      | Acquisito per affermarsi nel mercato dello storage iSCSI. Poiché Dell disponeva già di un processo di produzione efficiente, l'integrazione dei prodotti EqualLogic nell'azienda ha fatto diminuire i prezzi di produzione |             |
| Perot Systems        | 2009                 | Perot Systems era una società di servizi tecnologici e outsourcing, attiva principalmente nel settore sanitario, fondata dall'ex aspirante presidente H. Ross Perot. L'attività acquisita ha fornito a Dell sviluppo di applicazioni, integrazione di sistemi e servizi di consulenza strategica attraverso le sue operazioni negli Stati Uniti e in altri 10 paesi. Inoltre, l'acquisizione di Perot ha portato una serie di servizi di outsourcing dei processi aziendali, tra cui l'elaborazione dei reclami e le operazioni del call center. |             |
| KACE Networks        | 10 febbraio 2010     | KACE Networks era leader nelle appliance di gestione dei sistemi. |             |
| Boomi                | 2 novembre 2010      | Leader nell'integrazione nel cloud |             |
| Compellent           | Febbraio 2011        | L'acquisizione ha ampliato il portafoglio di soluzioni di storage [ parola d'ordine ] di Dell. |             |
| Reti Force10         | Agosto 2011          | Con l'acquisizione di questa azienda, Dell ha ora la piena proprietà intellettuale per il proprio portafoglio di reti, che mancava nella gamma Dell PowerConnect poiché questi prodotti sono basati su Broadcom o Marvell IM. |             |
| Software AppAssure   | 24 febbraio 2012     | Dell ha acquisito il fornitore di soluzioni software di backup e ripristino di emergenza di Reston, VA. AppAssure ha registrato una crescita del fatturato del 194% nel 2011 e di oltre il 3500% nei tre anni precedenti. AppAssure supportava server fisici e VMware, Hyper-V e XenServer. L'accordo rappresenta la prima acquisizione da quando Dell ha formato la sua divisione software sotto l'ex CEO di CA John Swainson. Dell ha aggiunto che manterrà i 230 dipendenti di AppAssure e investirà nell'azienda.                            |             |
| SonicWall            | 9 maggio 2012        | Una società con 130 brevetti, SonicWall sviluppa prodotti per la sicurezza ed è un fornitore di sicurezza di rete e dati. |             |
| Wyse                 | 2 aprile 2012        | Un leader di mercato globale per i sistemi thin client. |             |
| Soluzioni Clerity    | 3 aprile 2012        | Clerity, una società che offre servizi per il (ri) hosting di applicazioni, è stata costituita nel 1994 e ha sede a Chicago. Al momento dell'acquisizione circa 70 persone lavoravano per l'azienda. |             |
| Quest Software       | 28 settembre 2012    | |             |
| Gale Technologies    | 16 novembre 2012     | Un fornitore di prodotti per l'automazione delle infrastrutture. Gale Technologies è stata fondata nel 2008 e ha sede a Santa Clara, California. |             |
| Credant Technologies | 18 dicembre 2012     | Un fornitore di soluzioni per la protezione dell'archiviazione. Credant è la diciannovesima acquisizione in quattro anni, poiché Dell aveva speso $ 13 miliardi in acquisizioni dal 2008 e $ 5 miliardi solo nell'ultimo anno. |             |
| StatSoft             | 24 marzo 2014        | Un fornitore globale di software di analisi, al fine di rafforzare la sua offerta di soluzioni per big data. |             |

### Acquisizione di EMC
Il 12 ottobre 2015, Dell ha annunciato l'intenzione di acquisire la società di software e storage aziendale EMC Corporation. Con 67 miliardi di dollari, è stata etichettata come "l'acquisizione di tecnologia più apprezzata nella storia".
L'annuncio è arrivato due anni dopo che Dell Inc. è tornata alla proprietà privata, sostenendo di affrontare prospettive fosche e che avrebbe avuto bisogno di diversi anni fuori dagli occhi del pubblico per ricostruire la sua attività. Si pensa che da allora il valore dell'azienda sia più o meno raddoppiato. EMC subiva pressioni da parte di Elliott Management, un hedge fund che deteneva il 2,2% delle azioni di EMC, per riorganizzare la loro insolita struttura "Federation", in cui le divisioni di EMC erano effettivamente gestite come società indipendenti. Elliott ha affermato questa struttura sottovalutava profondamente il core business dello storage dei dati "EMC II" di EMC e che la crescente concorrenza tra i prodotti EMC II e VMware confondeva il mercato e ostacolava entrambe le società. Il Wall Street Journal ha stimato che nel 2014 Dell ha registrato entrate per 27,3 miliardi di dollari dai personal computer e 8,9 miliardi di dollari dai server, mentre EMC aveva 16,5 miliardi di dollari da EMC II, 1 miliardo di dollari da RSA Security, 6 miliardi di dollari da VMware e 230 milioni di dollari da Pivotal Software. EMC possiede circa l'80% delle azioni di VMware. L'acquisizione proposta manterrà VMware come una società separata, detenuta tramite un nuovo stock di tracciabilità, mentre le altre parti di EMC verranno incorporate in Dell. Una volta che l'acquisizione verrà conclusa, Dell pubblicherà nuovamente i risultati finanziari trimestrali, avendo cessato di diventare privati nel 2013.
Ci si aspettava che l'attività combinata si rivolgesse ai mercati dell'architettura scale-out, dell'infrastruttura convergente e del cloud computing privato, sfruttando i punti di forza sia di EMC che di Dell. Dei commentatori hanno messo in dubbio l'accordo, con FBR Capital Markets affermando che sebbene abbia "un sacco di senso" per Dell, è uno "scenario da incubo che mancherebbe di sinergie strategiche" per EMC. Fortune ha detto che c'era molto da apprezzare per Dell nel portafoglio di EMC, ma "si somma tutto abbastanza da giustificare decine di miliardi di dollari per l'intero pacchetto? Probabilmente no". The Register ha riportato il parere di William Blair & Company che affermava che la fusione "avrebbe fatto saltare in aria l'attuale scacchiera IT", costringendo altri fornitori di infrastrutture IT a ristrutturarsi per ottenere una scala e un'integrazione verticale. Il valore delle azioni VMware è sceso del 10% dopo l'annuncio, valutando l'affare a circa $ 63-64 miliardi invece dei $ 67 miliardi originariamente riportati. I principali investitori che sostenevano l'accordo, oltre a Dell, erano Temasek Holdings e Silver Lake Partners di Singapore.
Il 7 settembre 2016 Dell ha completato l'acquisizione di EMC. Dopo l'acquisizione, Dell è stata riorganizzata con una nuova società madre, Dell Technologies; le attività consumer e workstation di Dell sono internamente denominate Dell Client Solutions Group ed è una delle tre principali divisioni aziendali dell'azienda insieme a Dell EMC e VMware.

## Strutture Dell

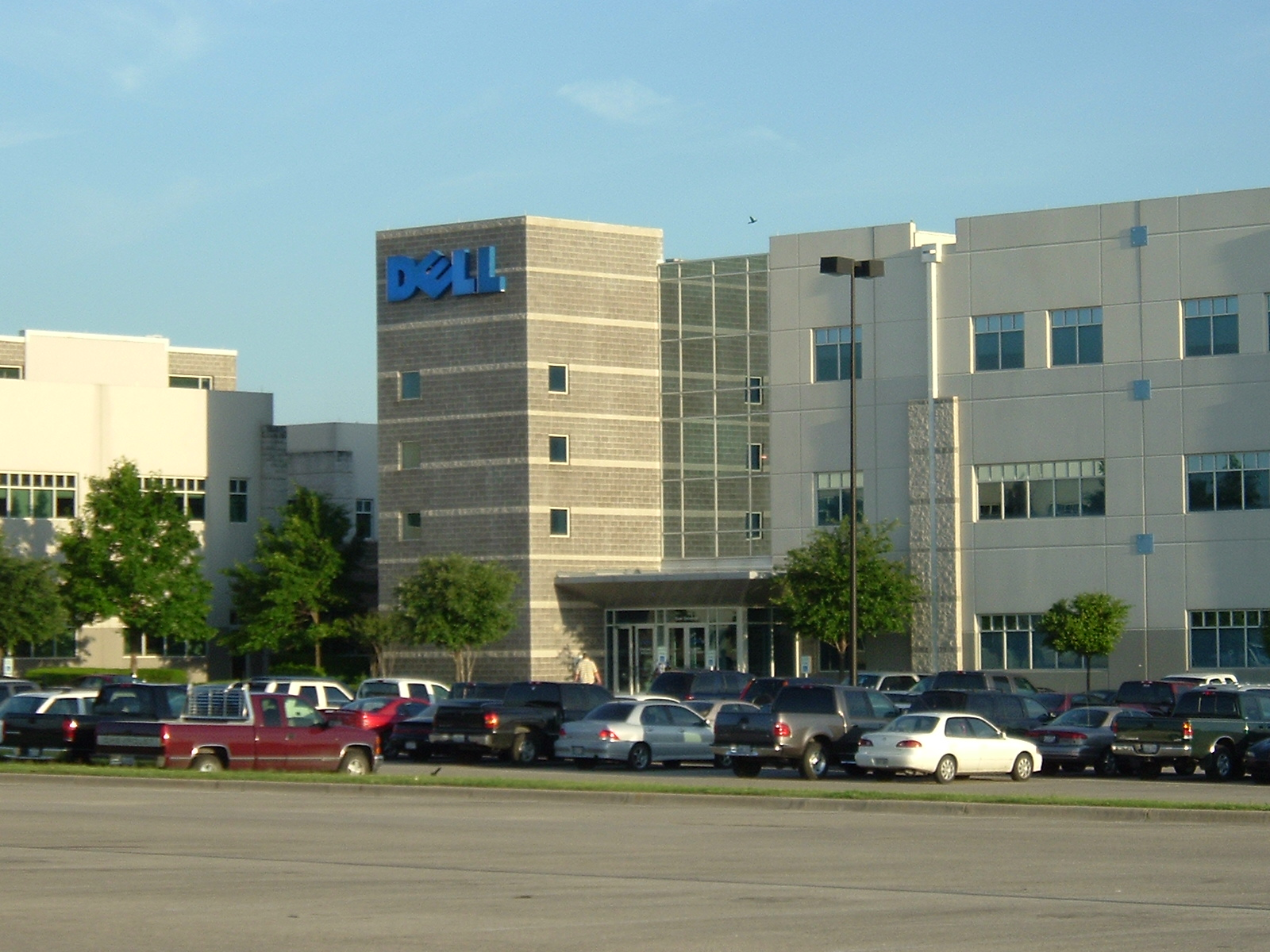
La sede di Dell

La sede centrale di Dell si trova a Round Rock, in Texas. Nel 2013 l'azienda dava lavoro a circa 14.000 persone nel Texas centrale ed era il più grande datore di lavoro privato della regione, con una superficie di 2.100.000 piedi quadrati (200.000 m²). Nel 1999 quasi la metà del fondo generale della città di Round Rock proveniva dalle imposte sulle vendite generate dalla sede della Dell.
Dell aveva precedentemente la sua sede nel complesso Arboretum nel nord di Austin, in Texas. Nel 1989 Dell occupava 127.000 piedi quadrati (11.800 m²) nel complesso dell'Arboretum. Nel 1990, Dell aveva 1.200 dipendenti nella sua sede. Nel 1993, Dell ha presentato un documento ai funzionari di Round Rock, intitolato "Dell Computer Corporate Headquarters, Round Rock, Texas, maggio 1993 Schematic Design." Nonostante il deposito, in quell'anno la società ha dichiarato che non avrebbe trasferito la propria sede. Nel 1994, Dell annunciò che avrebbe trasferito la maggior parte dei suoi dipendenti fuori dall'Arboretum, ma che avrebbe continuato ad occupare l'ultimo piano dell'Arboretum e che l'indirizzo della sede ufficiale dell'azienda avrebbe continuato ad essere l'Arboretum. L'ultimo piano ha continuato a ospitare la sala riunioni di Dell, il centro dimostrativo e la sala riunioni dei visitatori. Meno di un mese prima del 29 agosto 1994, Dell ha trasferito a Round Rock 1.100 dipendenti dell'assistenza clienti e delle vendite telefoniche. Il contratto di locazione di Dell nell'Arboretum sarebbe scaduto nel 1994. 
L'azienda sponsorizza Dell Diamond, lo stadio di casa del Round RockExpress, affiliato di baseball della lega minore AAA della squadra di baseball della major league dei Texas Rangers.
Nel 1996, Dell stava trasferendo la propria sede a Round Rock. Nel gennaio 1996, 3.500 persone lavoravano ancora nell'attuale sede della Dell. Un edificio della sede centrale di Round Rock, Round Rock 3, aveva spazio per 6.400 dipendenti e doveva essere completato nel novembre 1996. Nel 1998 Dell annunciò che avrebbe aggiunto due edifici al suo complesso Round Rock, aggiungendo 1.600.000 piedi quadrati (150.000 m²) di uffici al complesso.
Nel 2000, Dell ha annunciato che avrebbe affittato 80.000 piedi quadrati (7.400 m²) di spazio nel complesso di uffici di Las Cimas nella contea di Travis, Texas, non incorporata, tra Austin e West Lake Hills, per ospitare gli uffici esecutivi e la sede centrale dell'azienda. Entro la fine del 2000 era previsto che lavorassero nell'edificio 100 dirigenti. Nel gennaio 2001, la società affittò lo spazio a Las Cimas 2, situato lungo il Loop 360. Las Cimas 2 ospitava i dirigenti di Dell, le operazioni di investimento e alcune funzioni aziendali. Dell aveva anche un'opzione per 138.000 piedi quadrati (12.800 m²) di spazio a Las Cimas 3. Dopo che un rallentamento dell'attività ha richiesto la riduzione dei dipendenti e della capacità produttiva, Dell ha deciso di subaffittare i suoi uffici in due edifici nel complesso di uffici di Las Cimas. Nel 2002 Dell ha annunciato di voler subaffittare il proprio spazio a un altro inquilino; la società prevedeva di riportare la propria sede a Round Rock una volta che un inquilino fosse stato assicurato. Entro il 2003, Dell trasferì di nuovo la sua sede a Round Rock. Ha affittato tutta Las Cimas I e II, per un totale di 312.000 piedi quadrati (29.000 m²), per circa sette anni dopo il 2003. In quell'anno circa 100.000 piedi quadrati (9.300 m²) di quello spazio furono assorbiti da nuovi subaffittuari.
Nel 2008, Dell ha spostato le fonti di energia della sede di Round Rock in fonti più rispettose dell'ambiente, con il 60% della potenza totale proveniente dai parchi eolici di TXU Energy e il 40% dall'impianto di gas-energia di Austin Community Landfill gestito da Waste Management, Inc.
Le strutture Dell negli Stati Uniti si trovano ad Austin, in Texas; Nashua, New Hampshire; Nashville, Tennessee; Oklahoma City, Oklahoma; Peoria, Illinois; Hillsboro, Oregon (area di Portland); Winston-Salem, Carolina del Nord; Eden Prairie, Minnesota (Dell Compellent); Bowling Green, Kentucky; Lincoln, Nebraska; e MIami, Florida. Le strutture situate all'estero includono Penang, Malaysia; Xiamen, Cina; Bracknell, Regno Unito; Manila, Filippine; Chennai, India; Hyderabad, India; Noida, India; Hortolandia e Porto Alegre, Brasile; Bratislava, Slovacchia; Łódź, Polonia; Panama City, Panama; Dublino e Limerick, Irlanda; Casablanca, Marocco e Montpellier,Francia.
Gli Stati Uniti e l'India sono gli unici paesi che hanno tutte le funzioni aziendali di Dell e forniscono supporto a livello globale: ricerca e sviluppo, produzione, finanza, analisi e assistenza clienti.

### Produzione
Sin dai suoi inizi, Dell ha operato come pioniere nell'approccio "configurazione su ordine" alla produzione, fornendo PC individuali configurati secondo le specifiche del cliente. Al contrario, la maggior parte dei produttori di PC in quei tempi consegnava ordini di grandi dimensioni agli intermediari su base trimestrale.
Per ridurre al minimo il ritardo tra l'acquisto e la consegna, Dell ha una politica generale di produzione dei propri prodotti vicino ai propri clienti. Ciò consente anche di implementare un approccio di produzione just-in-time (JIT), che riduce al minimo i costi di inventario. Il basso livello di inventario è un altro segno distintivo del modello di business Dell, una considerazione fondamentale in un settore in cui i componenti si deprezzano molto rapidamente.
Il processo di produzione di Dell copre l'assemblaggio, l'installazione del software, i test funzionali (incluso il "burn-in") e il controllo di qualità. Durante la maggior parte della storia dell'azienda, Dell ha prodotto internamente macchine desktop e ha appaltato la produzione di notebook di base per la configurazione interna. L'approccio dell'azienda è cambiato, come citato nella relazione annuale 2006, che afferma: "Stiamo continuando a espandere il nostro uso di partnership di produzione di design originale e relazioni di outsourcing della produzione". Il Wall Street Journal ha riportato nel settembre 2008 che "Dell ha contattato i produttori di computer a contratto con offerte di vendita" dei loro impianti. Verso la fine degli anni 2000, l'approccio di produzione "configurazione su ordine" di Dell, la fornitura di PC individuali configurati secondo le specifiche del cliente dalle sue strutture statunitensi non era più efficiente o competitivo con i produttori asiatici di grandi volumi a contratto, come i PC sono diventati potenti prodotti a basso costo.
L'assemblaggio dei computer desktop per il mercato nordamericano si svolgeva in precedenza negli stabilimenti Dell ad Austin, Texas (sede originale) e in Libano, Tennessee (aperto nel 1999), che sono stati chiusi rispettivamente nel 2008 e all'inizio del 2009. Lo stabilimento di Winston-Salem, nella Carolina del Nord, ha ricevuto 280 milioni di dollari in incentivi dallo stato e ha aperto nel 2005, ma ha cessato le operazioni nel novembre 2010 e il contratto di Dell con lo stato richiede il rimborso degli incentivi per il mancato rispetto delle condizioni. La maggior parte del lavoro che si svolgeva negli stabilimenti statunitensi della Dell fu trasferita a produttori a contratto in Asia e Messico, o ad alcune delle fabbriche della Dell all'estero. Il Miami, Florida, la struttura della sua filiale Alienware rimane operativa, mentre Dell continua a produrre i suoi server (i suoi prodotti più redditizi) ad Austin, in Texas.
Dell ha assemblato computer per il mercato EMEA presso lo stabilimento di Limerick nella Repubblica d'Irlanda e una volta impiegava circa 4.500 persone in quel paese. Dell ha iniziato a produrre a Limerick nel 1991 e ha continuato a diventare il più grande esportatore di merci dell'Irlanda e la sua seconda azienda e investitore straniero. L'8 gennaio 2009, Dell ha annunciato che avrebbe trasferito tutta la produzione Dell a Limerick nel nuovo stabilimento Dell nella città polacca di Łódź entro gennaio 2010. Funzionari dell'Unione europea hanno detto che avrebbero indagato su un pacchetto di aiuti da 52,7 milioni di euro del governo polacco utilizzato per attirare Dell lontano dall'Irlanda. European Manufacturing Facility 1 (EMF1, aperto nel 1990) e EMF3 fanno parte del Raheen Industrial Estate vicino a Limerick. EMF2 (precedentemente una struttura Wang, poi occupata da Flextronics, situata a Castletroy) ha chiuso nel 2002,  e Dell Inc. ha consolidato la produzione in EMF3 (EMF1 ora [quando?] Contiene solo uffici). Sussidi del governo polacco hanno trattenuto Dell per molto tempo. Dopo aver terminato l'assemblaggio nello stabilimento di Limerick, il CherrywoodIl Technology Campus di Dublino era il più grande ufficio Dell nella repubblica con oltre 1200 persone nelle vendite (principalmente Regno Unito e Irlanda), supporto (supporto aziendale per EMEA) e ricerca e sviluppo per il cloud computing, ma non più produzione tranne Alienware di Dell filiale, che produce PC in uno stabilimento di Athlone, in Irlanda. Non è certo se questa struttura rimarrà in Irlanda. Costruzione di EMF4 a Łódź, Polonia è iniziata: Dell ha iniziato la produzione lì nell'autunno 2007.
Dell ha aperto stabilimenti a Penang, in Malesia, nel 1995, ea Xiamen, in Cina, nel 1999. Queste strutture servono il mercato asiatico e assemblano il 95% dei notebook Dell. Dell Inc. ha investito [quando?] circa 60 milioni di dollari in una nuova unità di produzione a Chennai, in India, per sostenere le vendite dei suoi prodotti nel subcontinente indiano. I prodotti di fabbricazione indiana portano il marchio "Made in India". 
Dell ha spostato la produzione di desktop, notebook e server PowerEdge per il mercato sudamericano dallo stabilimento di Eldorado do Sul aperto nel 1999 a un nuovo stabilimento a Hortolândia, in Brasile, nel 2007

### Concorrenti di Dell
Produttori di personal computer (in ordine di vendite):
- Lenovo
- Hewlett-Packard
- Apple
- Acer
- Asus